# Schmölln-Putzkau
Schmölln-Putzkau (górnołuż. Smělna-Póckowy) – miejscowość i gmina w Niemczech, w kraju związkowym Saksonia, w okręgu administracyjnym Drezno, w powiecie Budziszyn.

## Dzielnice gminy
- Neuschmölln (Nowa Smělna)
- Putzkau (Póckowy)
- Schmölln (Smělna)
- Tröbigau (Trjechow)

## Współpraca
Miejscowość partnerska:
- St. Peter, Badenia-Wirtembergia